# Acci-Dental Treatment
Acci-Dental Treatment è un cortometraggio del 1929 diretto da Thomas Bentley sotto la supervisione di Henrik Galeen.

## Produzione
Il film fu prodotto dalla British Sound Film Productions. Il film utilizza il sistema di insonorizzazione Phonofilm inventato nei primi anni del Novecento da Lee De Forest che produsse la pellicola attraverso la British Sound Film Productions. Nello stesso anno, Galeen supervisionò un altro cortometraggio di 25 minuti, Mr. Smith Wakes Up, che utilizzava anche lui il Phonofilm.
Il regista Thomas Bentley aveva diretto altri due cortometraggi che usavano lo stesso sistema, The Man in the Street del 1926 e The Antidote del 1927.

## Distribuzione
Distribuito dalla British Independent Film Distributors, il film - un cortometraggio di 17 minuti - uscì nelle sale cinematografiche britanniche nel giugno 1929.